# Аресифе
Аресифе (шп. Arrecife) град је у Шпанији у аутономној заједници Канарска Острва у покрајини Лас Палмас. Према процени из 2008. у граду је живело 59.040 становника.

## Становништво
Према процени, у граду је 2008. живело 59.040 становника.
| 1981.  | 1991.  | 2001.  |
| ------ | ------ | ------ |
| 29.502 | 33,906 | 44,980 |